# Latosaari (ö i Birkaland, Tammerfors, lat 61,39, long 24,03)
Latosaari är en ö i Finland. Den ligger i sjön Roine och i kommunen Kangasala i den ekonomiska regionen Tammerfors och landskapet Birkaland, i den södra delen av landet, 140 km norr om huvudstaden Helsingfors. Öns största längd är 1,1 kilometer i nord-sydlig riktning.